# Stříbrná
Stříbrná är en ort i Tjeckien.   Den ligger i regionen Karlovy Vary, i den västra delen av landet, 140 km väster om huvudstaden Prag. Stříbrná ligger 595 meter över havet och antalet invånare är 459.
Terrängen runt Stříbrná är huvudsakligen kuperad, men åt nordost är den platt. Stříbrná ligger nere i en dal. Runt Stříbrná är det glesbefolkat, med 11 invånare per kvadratkilometer. Närmaste större samhälle är Kraslice, 3,7 km söder om Stříbrná. I omgivningarna runt Stříbrná växer i huvudsak blandskog.